# Mary Fallin

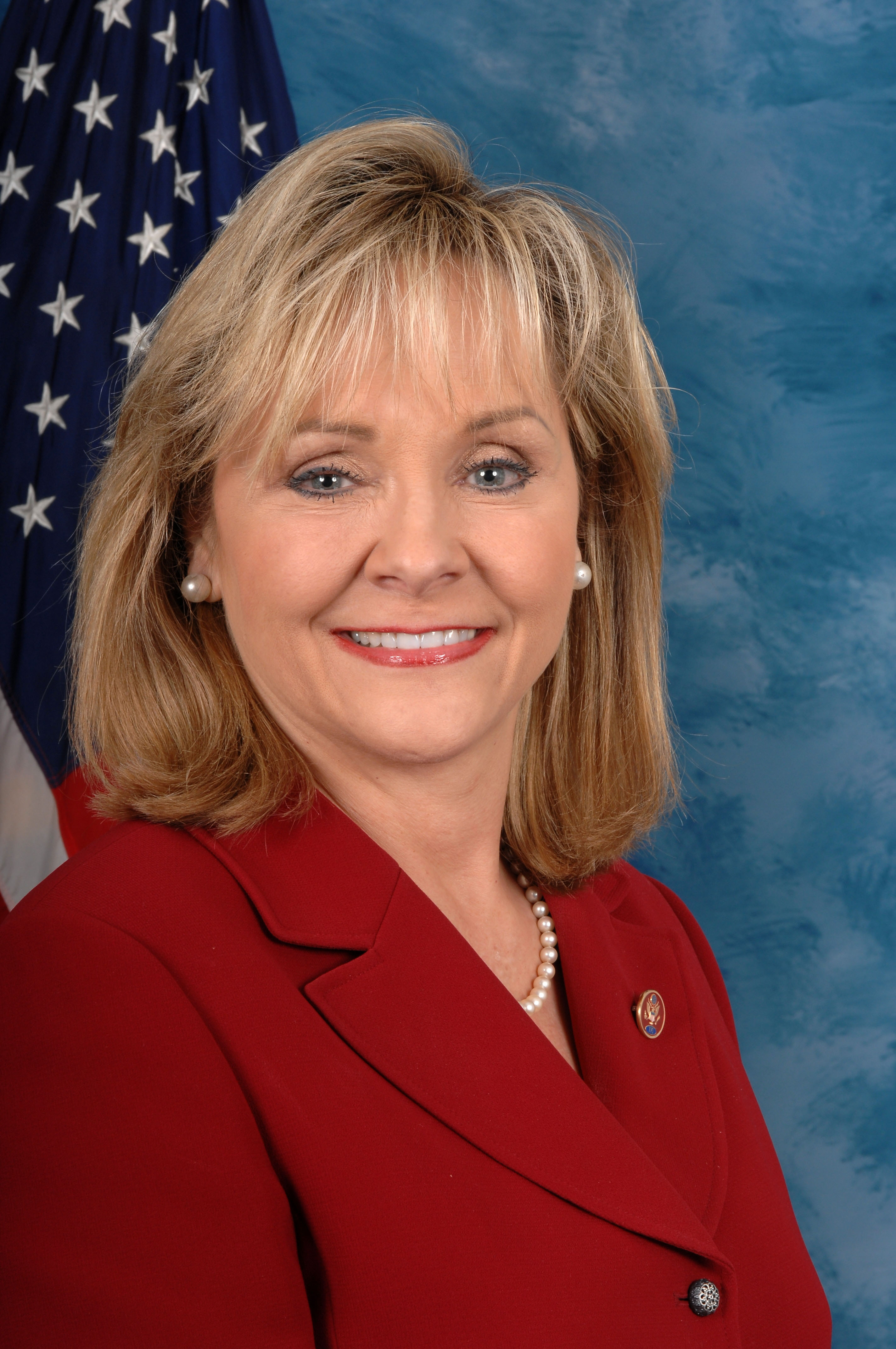
Mary Fallin

Mary Copeland Fallin (* 9. Dezember 1954 in Warrensburg, Missouri) ist eine US-amerikanische Politikerin (Republikanische Partei). Von 2007 bis 2011 vertrat sie den fünften Wahlbezirk des Bundesstaates Oklahoma im US-Repräsentantenhaus; vom 10. Januar 2011 bis 14. Januar 2019 war sie Gouverneurin von Oklahoma.

## Werdegang
Fallins Vater Joseph Copeland war Bürgermeister von Tecumseh, einer Ortschaft im Pottawatomie County. Mary besuchte von 1973 bis 1975 die Oklahoma Baptist University, graduierte an der Oklahoma State University und beendete ihr Studium 1981 an der University of Central Oklahoma in Edmond. Sie arbeitete als Bereichsmanagerin einer nationalen Hotelkette, bevor sie in die Politik ging.
Zwischen 1990 und 1994 war Mary Fallin Abgeordnete im Repräsentantenhaus von Oklahoma, von 1995 bis 2007 Vizegouverneurin dieses Staates und damit die erste Frau und erste Republikanerin, die dieses Amt in Oklahoma bekleidete. In dieser Funktion war sie auch Präsidentin des Staatssenats.
Bei den Kongresswahlen des Jahres 2006 wurde Fallin im fünften Distrikt von Oklahoma in das US-Repräsentantenhaus in Washington, D.C. gewählt. Dort löste sie am 3. Januar 2007 Ernest Istook ab. Fallin war nach Alice Mary Robertson, die 1920 in das Repräsentantenhaus gewählt worden war, erst die zweite Frau aus Oklahoma in diesem Gremium. Nach einer Wiederwahl im Jahr 2008 verblieb sie bis zum 3. Januar 2011 im Kongress. Dort war sie Mitglied des Streitkräfteausschusses, des Ausschusses für Transport und Infrastruktur sowie des Ausschusses für kleinere Geschäfte (Committee on Small Business). In jedem dieser Ausschüsse war sie noch in einigen Unterausschüssen vertreten.
Am 2. November 2010 wurde Fallin zur Gouverneurin von Oklahoma gewählt. Sie setzte sich gegen die demokratische Kandidatin Jari Askins durch, in der ersten Wahl in Oklahoma, bei der zwei weibliche Spitzenkandidaten zur Wahl standen. Am 10. Januar 2011 folgte sie Brad Henry im Gouverneursamt und ist damit die erste Frau an der Spitze ihres Staates. Ihr Vizegouverneur ist Todd Lamb. Im August 2013 übernahm sie als erste Gouverneurin Oklahomas den Vorsitz der National Governors Association. Am 4. November 2014 wurde sie in ihrem Amt als Gouverneurin ihres Staates bestätigt.
Mary Fallin ist von ihrem Mann Joe geschieden und wohnt in Oklahoma City.

## Positionen
Anzahl der Hinrichtungen pro Jahr während ihrer Amtszeit:
| Jahr   | 2011 | 2012 | 2013 | 2014 | 2015 |
| Anzahl | 2    | 6    | 6    | 3    | 1    |

Am 9. April 2015 wurde in Oklahoma einstimmig ein Gesetz verabschiedet, das es erlaubt, die Hinrichtung durch Vergasen mit Stickstoff durchzuführen, falls die tödliche Injektion verboten wird oder die dafür benötigten Chemikalien nicht verfügbar sind. Die Tötung durch Ersticken mit Stickstoff ist bei Menschen nicht erprobt und in verschiedenen Staaten sogar bei Tieren verboten.